# Bella Vista (Californie)
Bella Vista est une census-designated place du comté de Shasta, dans l'État de Californie, aux États-Unis,. En 2020, elle compte une population de 3 641 habitants.